# Южнокитайская кошачья акула-парматурус
Южнокитайская кошачья акула-парматурус (Parmaturus melanobranchus) — малоизученный глубоководный вид рода кошачьих акул-парматурусов (Parmaturus) семейства кошачьих акул (Scyliorhinidae). Обитает в западной части Тихого океана. Известен по нескольким экземплярам, обнаруженным на дне у берегов Китая и Японии. Максимальный размер 85 см.

## Таксономия
Впервые описан в 1966 году в журнале «Journal of Zoology (London)». Голотип представляет собой неполовозрелую самку длиной 23,5 см, пойманную в 135 милях от Гонконга на глубине 548 мм в 1964 году.

## Ареал и среда обитания
Этот вид обитает в западной части Тихого океана, на материковом склоне Южно-Китайского и Восточно-Китайского морей, у берегов Японии, Гонконга и Тайваня на глубине 540—835 м.

## Описание
Окрас светло-коричневого цвета. Дистальная часть и передние края плавников, морда, ноздри и жаберные щели у молодых акул окрашены в коричневый цвет, а у взрослых становятся чёрными.

## Биология
Максимальный размер составляет 85 см. Вероятно, размножается, откладывая яйца.

## Взаимодействие с человеком
Опасности для человека не представляет. Коммерческой ценности не имеет. Возможно, в качестве прилова попадает в донные глубоководные тралы. Для определения статуса сохранности вида недостаточно данных.